# یواس‌اس اوبرون (ای‌کی‌ای-۱۴)
یواس‌اس اوبرون (ای‌کی‌ای-۱۴) (به انگلیسی: USS Oberon (AKA-14)) یک کشتی بود که طول آن ۴۵۹ فوت ۲ اینچ (۱۳۹٫۹۵ متر) بود. این کشتی در سال ۱۹۴۲ ساخته شد.